# 中村和彦 (外交官)
中村 和彦（なかむら かずひこ、昭和45年8月27日 -）は、日本の外交官。

## 人物
福岡県出身。1992年3月に東京大学法学部第二類中退後、外務省入省。在フランス大使館公使、在イスラエル大使館公使、大臣官房参事官、大臣官房審議官、地球規模課題審議官等を経て、2025年1月より国際法局長を務める。

## 略歴
- 1992年4月　外務省入省
- 2007年9月　在大韓民国日本国大使館 一等書記官
- 2009年1月　在大韓民国日本国大使館 参事官
- 2010年8月　内閣法制局第三部 参事官
- 2013年8月　外務省国際法局経済条約課長
- 2016年7月　在フランス日本国大使館 参事官
- 2018年7月　在フランス日本国大使館 公使
- 2019年6月　在イスラエル日本国大使館 公使
- 2021年9月　大臣官房参事官兼中南米局、経済局（大使）
- 2022年9月　大臣官房審議官（中南米局、経済局担当）（大使）
- 2023年8月　大臣官房審議官（国際法局、経済局担当）（大使）
- 2023年9月　大臣官房審議官（国際法局担当）
- 2024年7月　大臣官房地球規模課題審議官
- 2025年1月　国際法局長

## 同期
- 池上正喜（23年大臣官房審議官（欧州局担当））
- 石瀬素行（24年国際情報統括官）
- 金井正彰（24年国際法局長）
- 片平聡（23年経済局長）
- 北村俊博（23年大臣官房審議官（中東アフリカ局、中東アフリカ局アフリカ部、国際協力局、地球規外模課題担当））
- 熊谷直樹（24年大臣官房審議官（Ｇ７外相会合、貿易大臣会合準備事務局長、総合外交政策局、領事局担当））
- 高田真里（21年在重慶総領事）
- 中村仁威（24年軍縮不拡散・科学部長、国際法研究者）
- 中村亮（23年アジア大洋州局南部アジア部長）
- 西永知史（23年大臣官房審議官（総合外交政策局担当））
- 原圭一（23年ジブチ大使）
- 別所健一（23年ミュンヘン総領事）
- 宮下匡之（24年儀典長・24年大臣官房審議官（総括担当）兼大臣官房公文書監理官）